# 아우토반 (2016년 영화)
아우토반(영어: Collide)은 2016년에 공개된 미국의 액션 영화이다. 에런 크리비가 감독하고, 크리비와 F. 스콧 프레이저가 공동 각본을 썼다. 이 영화에는 펄리시티 존스, 니컬러스 홀트, 앤서니 홉킨스와 벤 킹즐리가 출연한다. 렐러티비티 미디어 배급으로 2016년 8월 4일에 개봉되었다.

## 캐스팅
- 니콜라스 홀트 - 케이시 역
- 펠리시티 존스 - 줄리엣 역
- 안소니 홉킨스 - 하겐 칼 역
- 치코 켄자리 - 마티아스 역
- 알렉산다르 조바노빅 - 조나스 역
- 크리스티안 루벡 - 케이 역
- 에르달 일디츠 - 라이너 역
- 클레멘스 쉭크 - 미르코 역
- 나디아 힐커 - 줄리엣이 아닌 여성 역
- 조니 팔미에로 - 피치 역
- 마이클 앱 - 칼 역
- 요아힘 크롤 - 볼프강 역
- 마커스 클라욱 - 타라즈 역
- 벤 헤커 - 주유소 점원 역
- 벤 킹슬리 - 게란 역

## 제작
2013년 5월 15일에 잭 에프론과 앰버 허드가 캐스팅 된 것이 발표 되었다. 하지만 이후에 하차하여, 2014년 5월 1일에서 니컬러스 홀트, 벤 킹즐리, 펄리시티 존스와 앤서니 홉킨스가 새롭게 캐스팅에 합류했다. 주요 촬영이 2014년 5월 5일에 시작되어 2014년 11월 3일에 렐러티비티 미디어에서 배급 에 대한 권리를 획득했다.